# Квитковое (Николаевская область)
Квитковое (укр. Квіткове; до 2024 года — Першотравневка) — село в Вознесенском районе Николаевской области Украины.
Основано в 1946 году. Население по переписи 2001 года составляло 54 человека. Почтовый индекс — 56470. Телефонный код — 5152. Занимает площадь 0,241 км².

## Местный совет
56470, Николаевская обл., Вознесенский р-н, с. Мостовое, ул. Степная, 11